# Albrecht Mertz von Quirnheim
Albrecht Ritter Mertz von Quirnheim (Monaco di Baviera, 25 marzo 1905 – Berlino, 21 luglio 1944) è stato un militare tedesco che fece parte dell'attentato a Hitler del 20 luglio 1944.

## Biografia

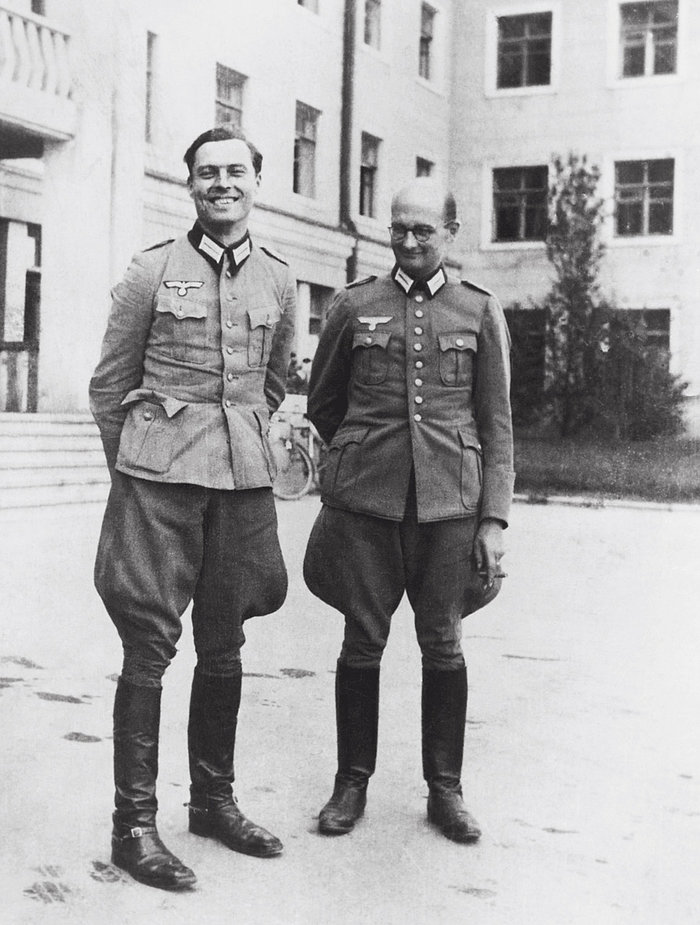
Quirnheim e Stauffenberg nel 1944.

Figlio di Hermann Ritter Mertz von Quirnheim, un capitano bavarese, ha trascorso la sua giovinezza a Monaco, prima che suo padre divenisse il capo dell'Archivio imperiale (la Reichsarchiv) e che la famiglia si trasferisse a Potsdam. Da bambino fece amicizia con Hans-Jürgen von Blumenthal e, una volta cresciuto, con i fratelli Werner e Hans Bernd von Haeften, attraverso legami di famiglia. Tutti questi faranno parte dei congiuratori.
Dopo la sua maturità, si arruolò nella Reichswehr, nel 1923. La sua amicizia con il colonnello Claus Schenk von Stauffenberg, che sarebbe diventato l'ideatore dell'attentato del 20 luglio, iniziò nel 1925. Allo scoppio della seconda guerra mondiale, Quirnheim venne nominato ufficiale di stato maggiore.
Quirnheim aveva inizialmente accolto con favore il colpo di Stato di Hitler del 1933, ma cominciò a prendere le distanze dal regime man mano che diventava più consapevole della sua brutalità. Nel 1941, per esempio, il suo sostegno per un trattamento più umano dei civili nell'Europa orientale, occupata dai nazisti, innescò una controversia tra Alfred Rosenberg, ministro del Reich per i territori orientali occupati, e Erich Koch, commissario del Reich per l'Ucraina. Nel 1942, pur essendo promosso tenente colonnello e poi al Capo di Stato Maggiore della XXIV armata sul fronte orientale, Quirnheim rafforzò i suoi legami con la resistenza, attraverso  suo cognato Wilhelm Dieckmann. Venne promosso colonnello nel 1943, anno in cui sposò Hilde Baier.
Nel settembre 1943, cominciò il coinvolgimento di Quirnheim nel complotto per assassinare Hitler. Lui, il suo superiore generale Friedrich Olbricht e l'Oberst Stauffenberg elaborarono l'Operazione Valchiria, un piano d'azione da attuare non appena Hitler fosse stato ucciso. Subito dopo l'attentato al Fuhrer nella Prussia orientale, il 20 luglio 1944, Quirnheim esortò il generale Olbricht ad attivare Operazione Valchiria, anche se non poteva essere sicuro che Hitler fosse morto. Presto, però, cominciarono ad arrivare notizie che Hitler era sopravvissuto al tentativo di assassinio.
In poche ore Quirnheim, Stauffenberg, Olbricht e Werner von Haeften vennero arrestati, sommariamente processati dal Colonnello Generale Friedrich Fromm, uccisi e sepolti nel cimitero di Matthäus, nel distretto berlinese di Schöneberg. Vi è una lapide a ricordo dell'azione nel cimitero. Heinrich Himmler ordinò poi che i corpi venissero riesumati, bruciati e le ceneri disperse. Pochi giorni dopo i genitori di Quirnheim e una delle sue sorelle vennero arrestati dalla Gestapo, mentre il cognato Wilhelm Dieckmann venne giustiziato il 13 settembre 1944.